# Ajedrez en España

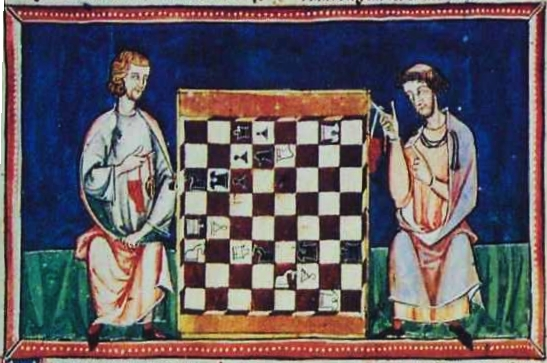
Ilustración del Libro de los juegos (1283), encargado por el rey Alfonso X el Sabio.

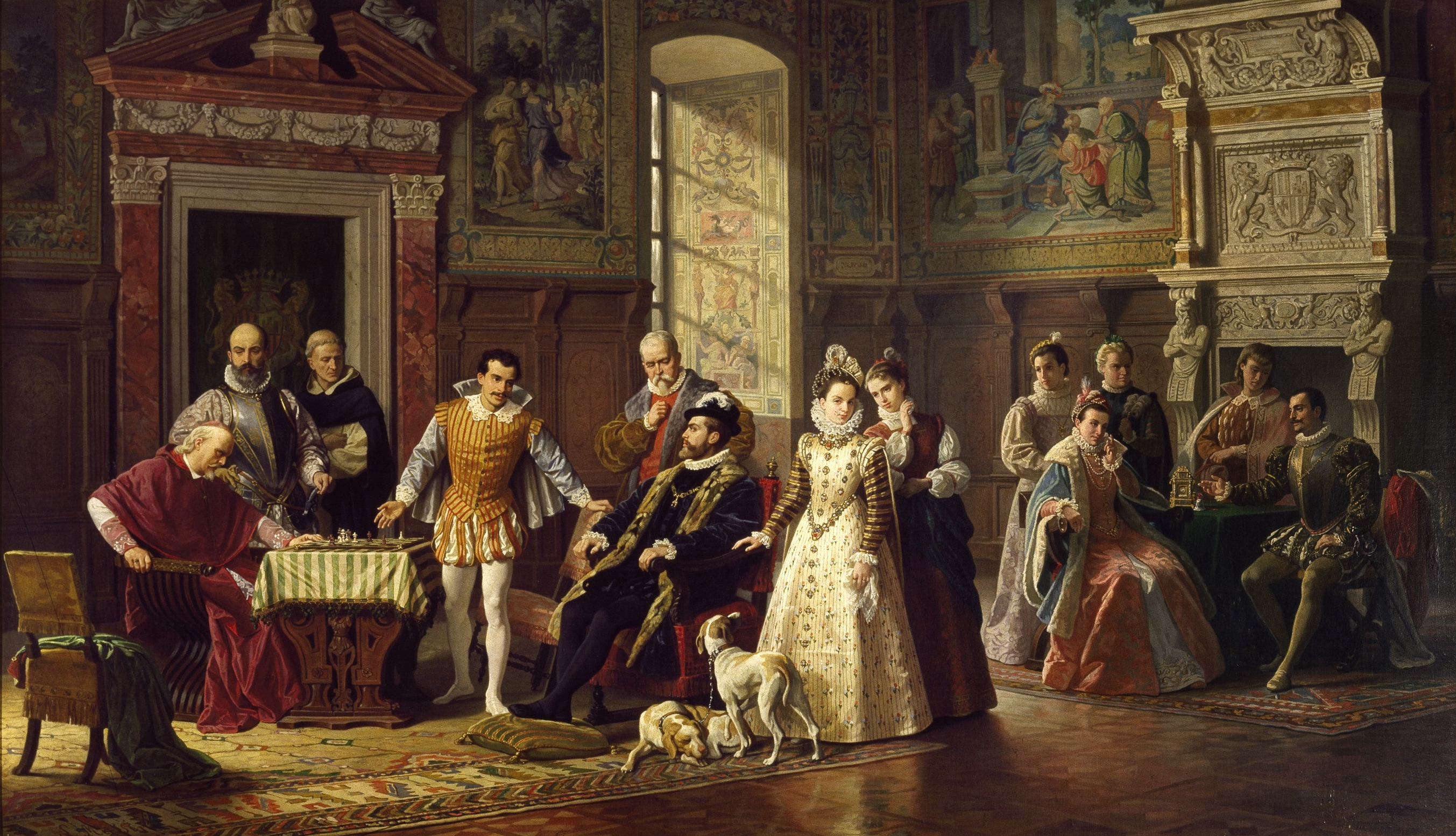
Velada ajedrecística en la Corte del Rey de España, por Luigi Mussini (1886)

Si bien podemos considerar que el ajedrez moderno se inventó en el siglo XV en España, y es conocido por todos que uno de los mejores jugadores de ajedrez del siglo XVI fue el español Ruy López de Segura, lo cierto es que desde los siglos siguientes hasta finales del siglo XIX el ajedrez en España fue un páramo.

## Historia

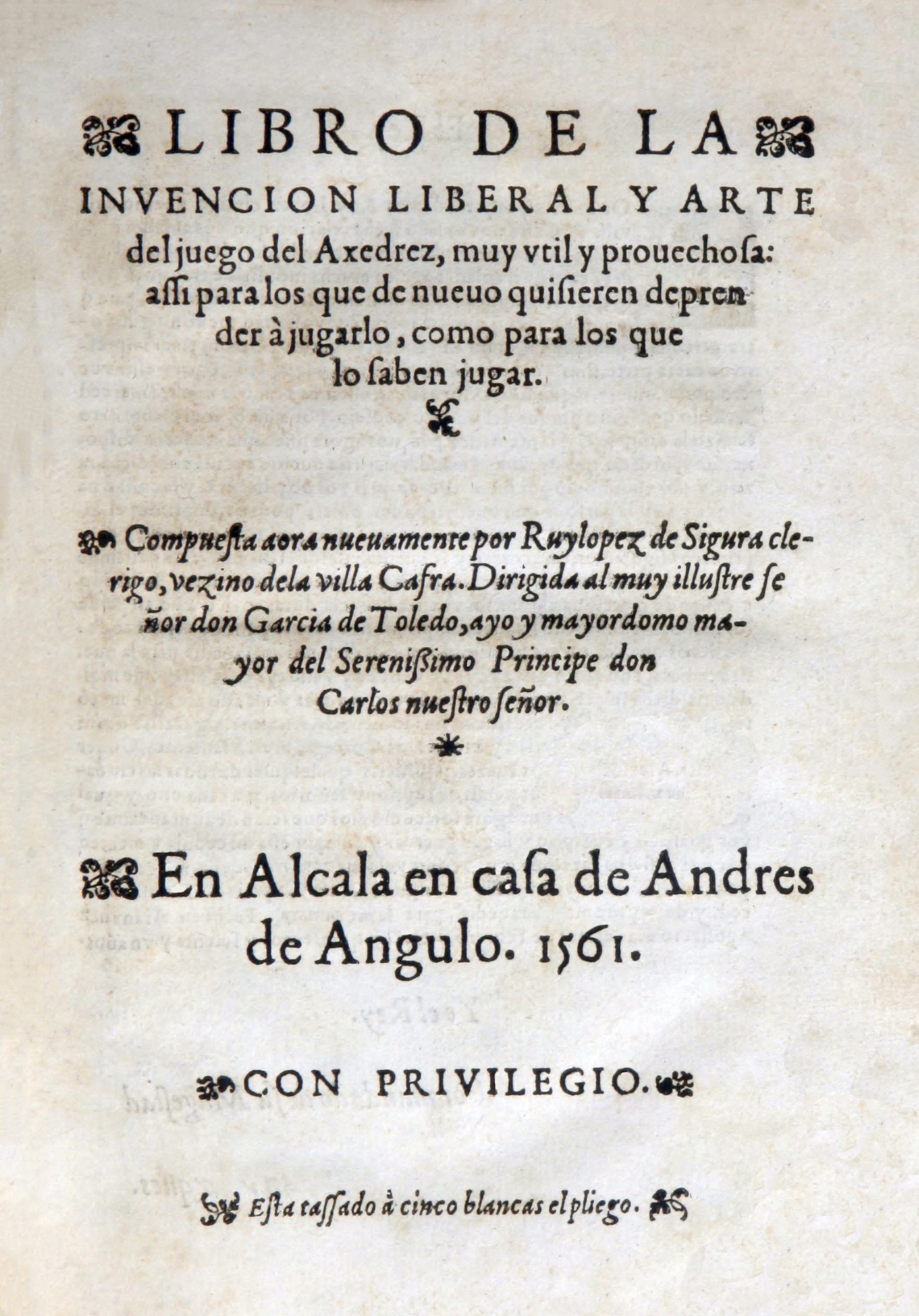
Libro de la invención liberal y arte del juego del ajedrez de Ruy López de Segura (1561).

Alrededor del siglo X se jugaba en la península ibérica uno de los predecesores del ajedrez, recibido de manos de los musulmanes quienes la habían invadido en el año 711. A medida que el ajedrez se extendía por el resto de Europa, España aportó la principal literatura sobre este juego de la época, culminando con el Libro de los juegos (1283), encargado por Alfonso X el Sabio en el siglo XIII, en una versión antigua en que todavía había piezas como la alferza y no existía un número fijo de filas de escaques. 
Las primeras evidencias arqueológicas del ajedrez en suelo europeo son los Bolos de San Genadio, piezas datadas del siglo IX y originarias del monasterio de Santiago de Peñalba. Fueron traídas por anacoretas mozárabes, que las llevaron desde Al Ándalus al Reino de León. Se conservan un total de cuatro piezas talladas en cuerno de cabra: dos torres, una de ellas rota en dos pedazos, un caballo y un alfil.
Otra de las primeras evidencias del ajedrez en Europa son las piezas de Ager, hechas de cristal y datadas del siglo XI. Siguiendo la interpretación coránica de no representar figuras vivas, estas piezas de ajedrez tuvieron un diseño abstracto. Pertenecieron a Hermesinda, condesa de Urgel, y las donó en su testamento a la iglesia de San Egidio en 1058. Han quedado solo 44 piezas de cristal con formas abstractas, con el Rey representado por un solo trono y la Alferza, predecesora de la Dama, con un trono ligeramente más pequeño. Hay también registros de otras piezas donadas por testamento a iglesias y monasterios en España y en el sur de Francia. También se encontraron piezas de cristal abstracto en las ciudades de Celanova y en San Millán de la Cogolla, en el norte del país, todas datadas entre los siglos X y XI.
En la literatura, el poema Versos sobre el juego de ajedrez escrito por el rabino español Abraham ben Meir ibn Ezra a fines del siglo XI no incluía a la Dama en el juego, pero un poema posterior del mismo autor ya la menciona (Shegal). Estos registros evidencian el origen europeo de la inclusión de la Dama en el juego ya que, en la versión árabe del ajedrez practicada en España, la figura de la Dama convivió con la de la Alferza hasta el siglo XIII. Ezra convivió con cristianos y musulmanes, y probablemente recibió de los primeros la figura femenina de la pieza; los árabes llamaban a la alferza firz (visir o consejero). En otra obra medieval, escrita por el judío converso Pedro Alfonso, la Disciplina clericalis, esencialmente una colección de textos traducidos del árabe, se menciona el ajedrez como una de las siete habilidades de que debe disponer un caballero. 
La obra más importante de la época fue el ya mencionado Libro de los Juegos de Axedrez, Dados, y Tablas, obra encargada por Alfonso X de León y Castilla y finalizada en 1283. Consta de 93 folios ilustrados con aproximadamente 150 figuras coloreadas y contiene 103 problemas de ajedrez que son principalmente finales de partida; catorce de estos problemas son más complejos y parecen provenir de otra fuente. Las primeras cinco páginas contienen una descripción de la filosofía del ajedrez, sus reglas, figuras, movimientos y valor relativo de cada pieza. Las ilustraciones contienen una amplia representación del tablero y cómo jugaban cortesanos, extranjeros, musulmanes, judíos y cristianos. Una de las ilustraciones contiene a Eduardo I de Inglaterra con su prometida Leonor de Castilla. La contribución del libro a la historia del ajedrez la sitúa como la obra más bella de la literatura medieval, aunque no se ha convertido en obra de referencia debido a las obras publicadas por italianos y alemanes sobre el juego. Las principales novedades en relación con las reglas árabes fueron la inclusión del privilegio de la Reina para poder dar un salto en su primer movimiento en la partida, siempre y cuando la casa de destino estuviera desocupada y no pusiera en jaque al Rey contrario, y el doble avance del peón por dos casillas, que se permitió a todos los peones hasta que se realice una captura al comienzo.
|       |       |       |       |       |       |       |       |       |  |
|       | a8 rd | b8    | c8 bd | d8 qd | e8 kd | f8 bd | g8 nd | h8 rd |  |
| a7 pd | b7 pd | c7 pd | d7 pd | e7    | f7 pd | g7 pd | h7 pd |       |  |
| a6    | b6    | c6 nd | d6    | e6    | f6    | g6    | h6    |       |  |
| a5    | b5 bl | c5    | d5    | e5 pd | f5    | g5    | h5    |       |  |
| a4    | b4    | c4    | d4    | e4 pl | f4    | g4    | h4    |       |  |
| a3    | b3    | c3    | d3    | e3    | f3 nl | g3    | h3    |       |  |
| a2 pl | b2 pl | c2 pl | d2 pl | e2    | f2 pl | g2 pl | h2 pl |       |  |
| a1 rl | b1 nl | c1 bl | d1 ql | e1 kl | f1    | g1    | h1 rl |       |  |
|       |       |       |       |       |       |       |       |       |  |

A finales de la Edad Media, el movimiento de la Dama se amplió para alcanzar la regla actual. Así se recoge en el libro El primer documento disponible sobre estas nuevas reglas es Repetición de Amores y Arte del Axedrez de Luis Ramírez de Lucena, impreso en Salamanca en 1497 donde se describe casi todas las reglas que ahora se aplican: La dama posee los movimientos actuales, y se recoge ya la captura al paso y la norma de que el jugador deba mover la pieza que haya tocado. Hay normas más curiosas, como que no se puede tener más de una dama sobre el tablero, las damas no pueden capturarse la una a la otra y si se pierde la dama, se pierde la partida. y la Repetición de Amores y Arte del Axedrez de Luis Ramírez de Lucena, impreso en Salamanca. El libro de Lucena todavía contiene 150 problemas de dos a diez movimientos, tanto con reglas antiguas como con nuevas, y el análisis de once aperturas consideradas por el autor como las mejores de Italia, Francia y España. El cambio en las reglas fue tan significativo que Lucena llamó al juego nuevo el de la dama y la versión antigua la del viejo.
Se especula que con anterioridad estas se incluían en el poema  escrito en valenciano Hobra intitulada Scachs d'amor, feta per don Franci de Castelvi y Marcis Vinyoles y mossén Fenollar sots nom de tres planetas, ço es Març, Vennus y Mercuri per conjunccio e influencia dels quals fon inventada, supuestamente en 1475 por Francisco de Castellví y Vic, Bernardo Fenollar y Narciso de Vinyoles.  Se supone que estas también estaban contenidas en: Libre Del jochs partits dels schachs en nombre de 100 de Francesch Vicent, un incunable impreso el 15 de mayo de 1495 en Valencia, en la imprenta de Lope de Roca y Pedro Trincher, pero cuyo último ejemplar se perdió en 1811 con el saqueo al que los soldados de Napoleón sometieron la biblioteca del monasterio de Montserrat. 
Con la reformulación de las reglas del juego a finales del siglo XV, cuando se estandarizó el formato de ocho por ocho filas de escaques y se sustituyó la débil alferza por la poderosa dama, a imagen del enorme poder que tenía entonces la reina de Castilla y del Nuevo Mundo Isabel I, España fue uno de los primeros países europeos en destacar en el juego. Al expulsar a los judíos en 1492 los Reyes Católicos contribuyeron a divulgar las nuevas reglas del juego con su diáspora europea. El poema Repetición de Amores y Arte de Axedrez (1497) de Luis Ramírez de Lucena y el Libro de la Invención Liberal y Arte del Juego del Axedrez (1561) de Ruy López de Segura, considerado oficiosamente el primer campeón del mundo, fueron las primeras obras literarias que contemplaron las nuevas reglas y algunas innovaciones, como la captura al paso. Sin embargo, tras la derrota de López ante Giovanni Leonardo di Bonna en 1575, los jugadores italianos empezaron a destacar en la historia del juego.
Hubo que esperar a comienzos del XX para que el ajedrez español volviese a contar en el mundo y no fue precisamente en la Península donde ocurrió esto, sino en América. Tras la independencia de los nuevos Estados americanos comienzan a sonar nombres de aquellos países en el panorama internacional, sobre todo de México y Argentina. Pero será Cuba la tierra que dé un gran campeón al mundo, y será desde Cuba desde donde regrese la práctica del ajedrez magistral a España. Los campeones cubanos que se enfrentaron en su infancia a Capablanca eran españoles (Juan Corzo y Celso Golmayo de la Torriente). Capablanca mismo fue español en su infancia. Pero fue tras la independencia, y el regreso de parte de la población cubana a España como se revitalizó en la península el gusto por el ajedrez, sobre todo de la mano de Manuel Golmayo.
Aunque en 1927 se creó la Federación Española de Ajedrez (FEDA). No fue hasta después de la Guerra civil española cuando el ajedrez se popularizó en España. Este desarrollo se debe fundamentalmente a la labor publicitaria del entonces campeón del mundo, Alejandro Alekhine, que recorrió varias veces España dando exhibiciones de simultáneas y participando en torneos, como los Torneos internacionales de Gijón. A esta expansión también contribuyó la figura emergente del niño prodigio del ajedrez español,  Arturo Pomar, estrella ajedrecística que relumbró en todos los medios de comunicación españoles y europeos de la época.
Ya en los años setenta, coincidiendo con el match Fischer contra Spasky, se produjo otra segunda ola de popularidad del ajedrez, de la que proceden muchos de los maestros que hoy día destacan en el ajedrez español.

## Los ajedrecistas españoles más destacados

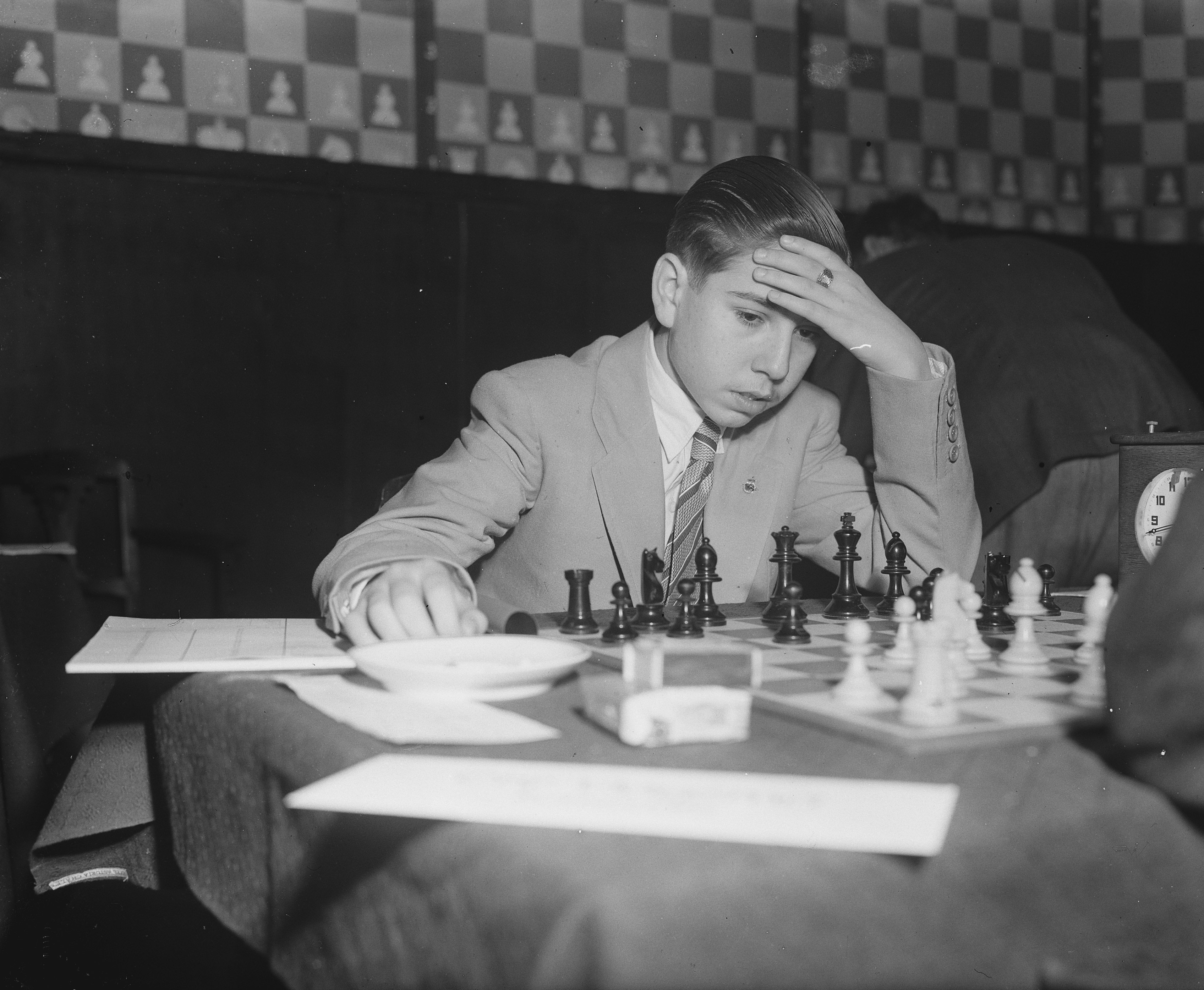
Arturo Pomar (Baarn, 1947)

- Luis Ramírez de Lucena (1465-1530)
- Ruy López de Segura (1540-1580)
- Alfonso Cerón (1535-¿?)
- Manuel Golmayo de la Torriente (1883-1973)
- Ramón Rey Ardid (1903-1988)
- Antonio Medina García (1919-2003)
- Francisco José Pérez Pérez (1920-1999)
- Arturo Pomar Salamanca (1931-2016)
- Juan Manuel Bellón López (1950)
- Manuel Rivas Pastor (1960)
- Miguel Illescas Córdoba (1965)
- Francisco Vallejo Pons (1982)
- Iván Salgado López (1991)
- David Antón Guijarro (1995)

### Grandes Maestros españoles

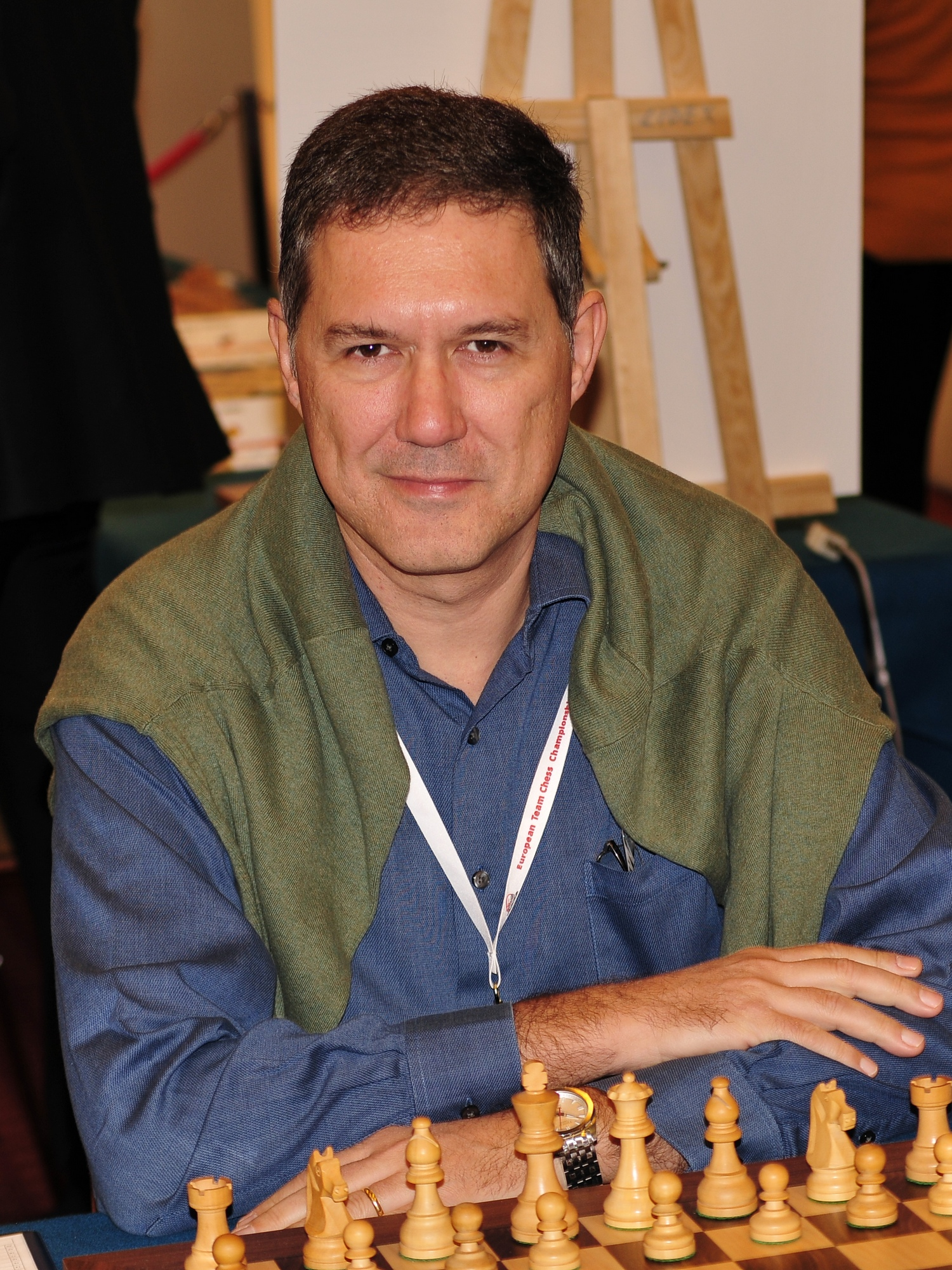
El gran maestro internacional Miguel Illescas Córdoba en el año 2013, ocho veces campeón absoluto de España

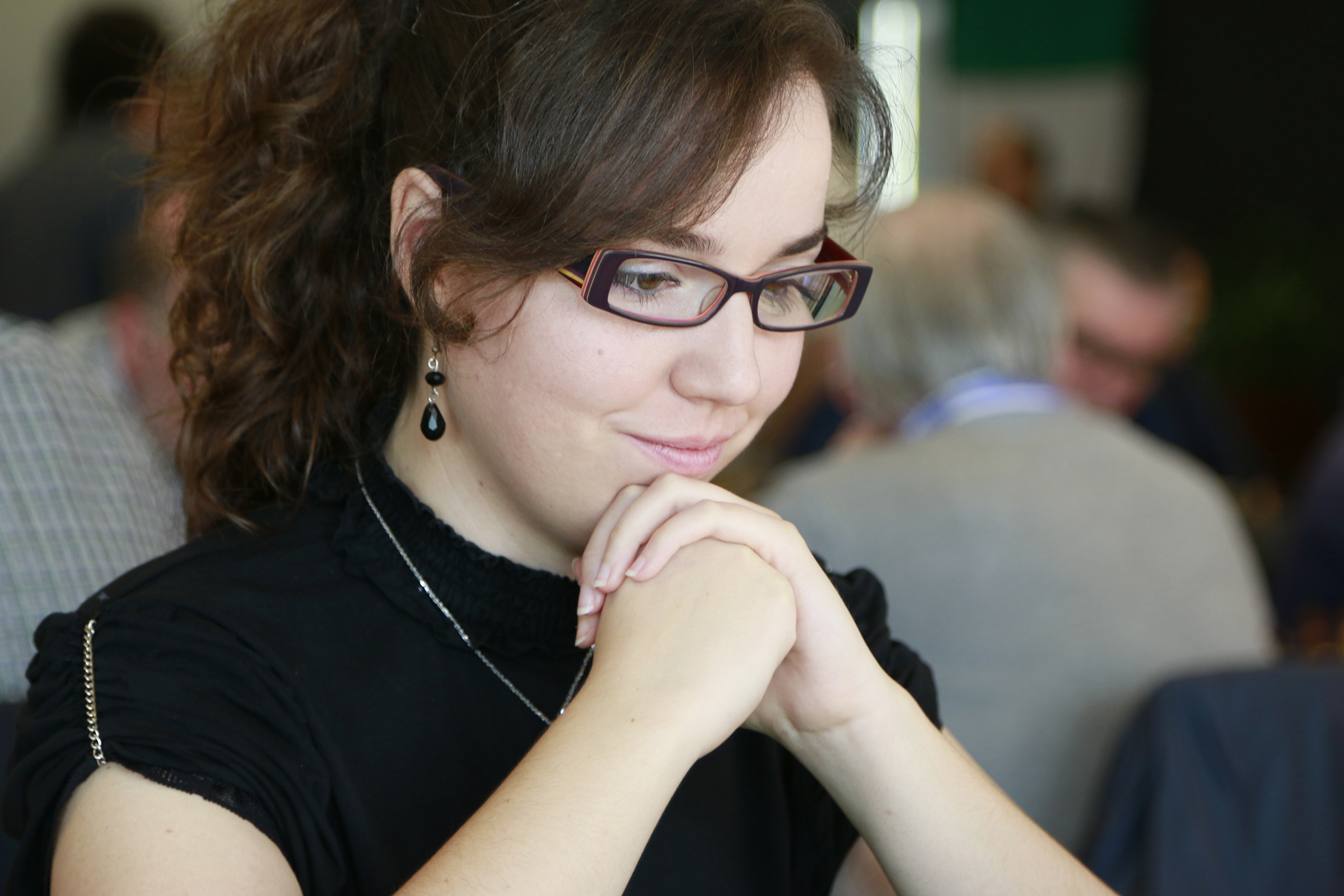
Sabrina Vega Gutiérrez, ocho veces campeona femenina de España, en el torneo de Civitanova (mayo de 2015)

- Orestes Rodríguez hispano-peruano (1943)
- Amador Rodríguez Céspedes hispano-cubano (1956)
- Roberto Cifuentes Parada hispano-chileno (1957)
- Juan Mario Gómez Esteban (1958)
- Jesús María De La Villa García (1958)
- Manuel Rivas Pastor (1960)
- Víktor Moskalenko ucraniano-español (1960)
- Arturo Pomar Salamanca (1962)
- Miguel Illescas Córdoba (1965)
- Alfonso Romero Holmes (1965)
- Irisberto Herrera hispano-cubano (1967)
- Jordi Magem Badals (1967)
- Oleg Korneev, hispano-ruso, (1969)
- Pablo San Segundo Carrillo (1970)
- Lluis Comas Fabregó (1971)
- David García Ilundáin (1971-2002)
- Alexei Shirov hispano-letón (1972)
- José González García mexicano-español (1973)
- Josep Oms Pallise (1973)
- Marc Narciso Dublan (1974)
- Jesús Díez Del Corral (1974)
- Javier Moreno Carnero hispano-argentino (1975)
- Miguel Muñoz Pantoja peruano-español (1975)
- Orelvis Pérez Mitjans (1976)
- Julen Luis Arizmendi Martínez (1976)
- Salvador Gabriel Del Río Angelis (1976)
- Alexis Cabrera, hispano-cubano, (1976)
- Mihai Șubă, (1978), rumano-español.
- Juan Manuel Bellón López (1978)
- Herminio Herraiz Hidalgo (1978)
- Miguel Llanes Hurtado (1978)
- Josep Manuel López Martínez (1980)
- Ibragim Khamrakulov hispano-uzbeko (1982)
- Francisco Vallejo Pons (1982)
- Enrique Rodríguez Guerrero (1983)
- Manuel Pérez Candelario (1983)
- Levan Aroshidze georgiano-español (1985)
- Hipólito Asís Gargatagli (1986)
- José Luis Fernández García (1986)
- José Cuenca Giménez (1987)
- Elizbar Ubilava (1988), georgiano-español.
- Daniel Alsina (1988)
- José Ángel Guerra Méndez, cubano-español (1988)
- Miodrag Todorcevic hispano-serbio (1989)
- David Lariño Nieto  (1989)
- Xavier Vila Gazquez (1990)
- Iván Salgado López (1991)
- Roberto Cifuentes Parada (1991), chileno-español.
- Alvar Alonso Rosell (1992)
- Ángel Arribas López (1993)
- David Antón Guijarro (1995)
- Jaime Santos Latasa (1996)
- Miguel Santos Ruiz (1999)
- Lance Henderson de la Fuente (2003)
- Eduardo Iturrizaga (2008), venezolano-español.
- José Carlos Ibarra Jerez (2013)
- Daniel Forcén Esteban (2014)
- Renier Vázquez Igarza, cubano-español.
- Daniil Yuffa, (2016) ruso-español.
- José Ángel Guerra Méndez, (2017), cubano-español.
- Ernesto Fernández Romero, (2017)
- Manuel Pena Gómez, (2017)
- Arián González Pérez, (2018) español-cubano.

#### Mujeres
- Gloria Velat (1915-1989)
- María Luisa Gutiérrez (1930-)
- Pepita Ferrer Lucas (1938-1993)
- María Luisa Cuevas Rodríguez (1965)
- Nieves García Vicente (1955)
- Mónica Calzetta Ruiz (1972)
- Dafnae Trujillo Delgado (1983)
- María de los Santos Honrubia (1984)
- Sabrina Vega Gutiérrez (1987)

## Tabla del Campeonato de España individual femenino

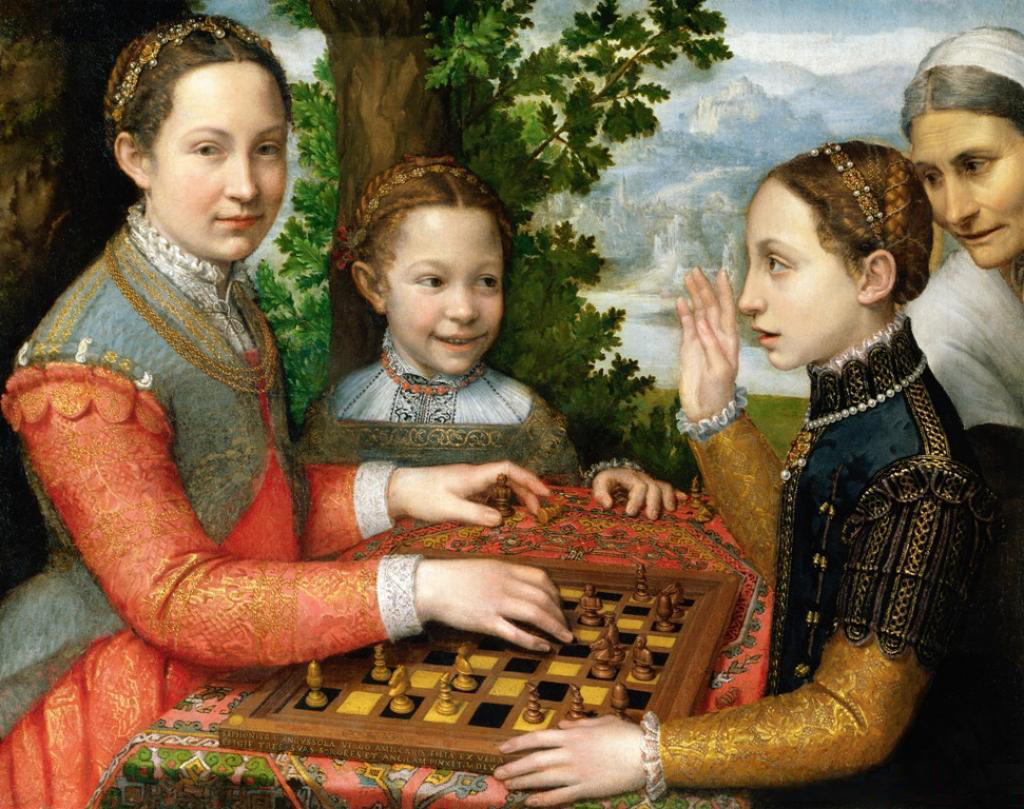
El juego de ajedrez, cuadro de Sofonisba Anguissola (1535-1625)

## Tabla del Campeonato de España individual absoluto[4]
| Edición | Año  | Sede                       | Campeón                          | Subcampeón                   |
| ------- | ---- | -------------------------- | -------------------------------- | ---------------------------- |
| I       | 1902 | Madrid                     | Manuel Golmayo Torriente         | Juan Sadón                   |
| II      | 1912 | Madrid                     | Manuel Golmayo Torriente         | Manuel Zaragoza              |
| III     | 1921 | Madrid                     | Manuel Golmayo Torriente         | Celso Golmayo                |
|         | 1928 | Madrid                     | Manuel Golmayo Torriente         |                              |
|         | 1929 | Barcelona                  | Ramón Rey Ardid                  |                              |
| IV      | 1930 | Barcelona                  | Ramón Rey Ardid                  | Manuel Golmayo               |
| V       | 1933 | Barcelona                  | Ramón Rey Ardid                  | Jaime Casas                  |
| VI      | 1935 | Zaragoza                   | Ramón Rey Ardid                  | Vicente Almirall Castell     |
| VII     | 1942 | Madrid                     | Ramón Rey Ardid                  | Juan Manuel Fuentes          |
| VIII    | 1943 | Madrid                     | José Sanz Aguado                 | Ramón Rey Ardid              |
| IX      | 1944 | Madrid                     | Antonio Medina García            | Rafael Llorens               |
| X       | 1945 | Bilbao                     | Antonio Medina García            | Miguel Albareda              |
| XI      | 1946 | Santander                  | Arturo Pomar Salamanca           | Antonio Medina               |
| XII     | 1947 | Valencia                   | Antonio Medina García            | Juan Manuel Fuentes          |
| XIII    | 1948 | Murcia                     | Francisco José Pérez Pérez       | Rafael Saborido              |
| XIV     | 1949 | Albacete                   | Antonio Medina García            | Francisco J. Pérez           |
| XV      | 1950 | San Sebastián              | Arturo Pomar Salamanca           | Antonio Medina               |
| XVI     | 1951 | Barcelona                  | Román Torán Albero               | Arturo Pomar                 |
| XVII    | 1952 | Gijón                      | Antonio Medina García            | Román Bordell                |
| XVIII   | 1953 | Galicia                    | Román Torán Albero               | Rodrigo Rodríguez Rodríguez  |
| XIX     | 1954 | Tarragona                  | Francisco José Pérez Pérez       | Román Torán                  |
| XX      | 1955 | Alcoy                      | Jesús María Díez del Corral      | Jaime Lladó                  |
| XXI     | 1956 | Barcelona                  | Jaime Lladó Lumbera              | Arturo Pomar                 |
| XXII    | 1957 | Zaragoza                   | Arturo Pomar Salamanca           | Miguel Farré                 |
| XXIII   | 1958 | Valencia                   | Arturo Pomar Salamanca           | Ángel Ribera                 |
| XXIV    | 1959 | Santa Cruz de Tenerife     | Arturo Pomar Salamanca           | Máximo López                 |
| XXV     | 1960 | Lugo                       | Francisco José Pérez Pérez       | Rafael Saborido              |
| XXVI    | 1961 | Granada                    | Jaime Lladó Lumbera              | Pedro Puig                   |
| XXVII   | 1962 | Málaga                     | Arturo Pomar Salamanca           | Jaime Lladó                  |
| XXVIII  | 1963 | Cádiz                      | Antonio Medina García            | Rafael Saborido              |
| XXIX    | 1964 | Las Palmas de Gran Canaria | Antonio Medina García            | Arturo Pomar                 |
| XXX     | 1965 | Sevilla                    | Jesús María Diez del Corral      | Francisco García Orús        |
| XXXI    | 1966 | Almería                    | Arturo Pomar Salamanca           | Antonio Medina               |
| XXXII   | 1967 | Palma de Mallorca          | Ángel Fernández Fernández        | Antonio Medina               |
| XXXIII  | 1968 | Reus                       | Fernando Visier Segovia          | Rafael Saborido              |
| XXXIV   | 1969 | Navalmoral                 | Juan Manuel Bellón López         | Arturo Pomar                 |
| XXXV    | 1970 | Llaranes                   | Ernesto Palacios de la Prida     | Ricardo Calvo                |
| XXXVI   | 1971 | Gijón                      | Juan Manuel Bellón López         | Jesús Díez del Corral        |
| XXXVII  | 1972 | Salamanca                  | Fernando Visier Segovia          | Ángel Martín                 |
| XXXVIII | 1973 | Santa Cruz de Tenerife     | Francisco Javier Sanz Alonso     | Antonio Medina               |
| XXXIX   | 1974 | Valencia                   | Juan Manuel Bellón López         | Ángel Martín                 |
| XL      | 1975 | Benidorm                   | José Miguel Fraguela Gil         | Ernesto Palacios             |
| XLI     | 1976 | Ceuta                      | Ángel Martín González            | José L. Fernández            |
| XLII    | 1977 | Ca'n Picafort              | Juan Manuel Bellón López         | José L. Fernández            |
| XLIII   | 1978 | Isla de La Toja            | Manuel Rivas Pastor              | José L. Fernández            |
| XLIV    | 1979 | Torrevieja                 | Manuel Rivas Pastor              | Ángel Martín                 |
| XLV     | 1980 | Lérida                     | Juan Mario Gómez Esteban         | F. Javier Sanz               |
| XLVI    | 1981 | Sevilla                    | Manuel Rivas Pastor              | Francisco Gallego            |
| XLVII   | 1982 | Cartagena                  | Juan Manuel Bellón López         | F. Javier Sanz               |
| XLVIII  | 1983 | Las Palmas de Gran Canaria | José García Padrón               | Juan Mario Gómez             |
| XLIX    | 1984 | Barcelona                  | Ángel Martín González            | Miguel Illescas              |
| L       | 1985 | Huesca                     | Jesús María De La Villa García   | José L. Fernández            |
| LI      | 1986 | La Roda                    | Ángel Martín González            | Jordi Magem                  |
| LII     | 1987 | Salou                      | Alfonso Romero Holmes            | Juan C.Gil Reguera           |
| LIII    | 1988 | Alcanar                    | Jesús María De La Villa García   | Alejandro Bofill             |
| LIV     | 1989 | Almería                    | José Luis Fernández García       | Juan Manuel Bellón           |
| LV      | 1990 | Linares                    | Jordi Magem Badals               | Marcelino Sión               |
| LVI     | 1991 | Lérida                     | Manuel Rivas Pastor              | Miguel Illescas              |
| LVII    | 1992 | Madrid                     | Juan Mario Gómez Esteban         | Fco. Javier Ochoa            |
| LVIII   | 1993 | Linares-Bilbao             | Lluis Comas Fabregó              | Jordi Magem                  |
| LIX     | 1994 | Cañete                     | Sergio Cacho Reigadas            | Rafael Álvarez               |
| LX      | 1995 | Matalascañas               | Miguel Illescas Córdoba          | José L. Fernández            |
| LXI     | 1996 | Zamora                     | Sergio Estremera Paños           | Jesús M. de la Villa         |
| LXII    | 1997 | Torrevieja                 | Pablo San Segundo Carrillo       | Jordi Magem                  |
| LXIII   | 1998 | Linares                    | Miguel Illescas Córdoba          | Francisco Vallejo            |
| LXIV    | 1999 | Palencia                   | Miguel Illescas Córdoba          | Zenón Franco                 |
| LXV     | 2000 | Manresa                    | Ángel Martín González            | Javier Moreno Carnero        |
| LXVI    | 2001 | Manacor                    | Miguel Illescas Córdoba          | Lluis Comas                  |
| LXVII   | 2002 | Ayamonte                   | Alexéi Shírov                    | Francisco Vallejo            |
| LXVIII  | 2003 | Burgos                     | Óscar de la Riva Aguado          | Gabriel del Río              |
| LXIX    | 2004 | Sevilla                    | Miguel Illescas Córdoba          | Javier Moreno Carnero        |
| LXX     | 2005 | Lorca                      | Miguel Illescas Córdoba          | José Manuel López            |
| LXXI    | 2006 | León                       | Francisco Vallejo Pons           | Gabriel del Río              |
| LXXII   | 2007 | Ayamonte                   | Miguel Illescas Córdoba          | José Manuel López            |
| LXXIII  | 2008 | Ceuta                      | David Lariño Nieto               | Julen Arizmendi              |
| LXXIV   | 2009 | Palma de Mallorca          | Francisco Vallejo Pons           | José Manuel López            |
| LXXV    | 2010 | El Sauzal                  | Miguel Illescas Córdoba          | Francisco Vallejo            |
| LXXVI   | 2011 | Arenal d'en Castell        | Alvar Alonso Rosell              | Miguel Illescas              |
| LXXVII  | 2012 | Gran Canaria               | Julen Luis Arizmendi Martínez    | Miguel Muñoz Pantoja         |
| LXXVIII | 2013 | Linares                    | Iván Salgado López               | Miguel Illescas Córdoba      |
| LXXIX   | 2014 | Linares                    | Francisco Vallejo Pons           | Ángel Arribas                |
| LXXX    | 2015 | Linares                    | Francisco Vallejo Pons           | David Antón Guijarro         |
| LXXXI   | 2016 | Linares                    | Francisco Vallejo Pons           | David Antón Guijarro         |
| LXXXII  | 2017 | Las Palmas de Gran Canaria | Iván Salgado López               | David Antón Guijarro         |
| LXXXIII | 2018 | Linares                    | Salvador Gabriel Del Río Angelis | José Fernando Cuenca Jiménez |
| LXXXIV  | 2019 | Marbella                   | Alexéi Shírov                    | Francisco Vallejo Pons       |
| LXXXV   | 2020 | Linares                    | David Antón Guijarro             | Jaime Santos Latasa          |
| LXXXVI  | 2021 | Linares                    | Eduardo Iturrizaga               | Jaime Santos Latasa          |

## Tabla del Campeonato de España individual femenino[5]
| Edición | Año  | Sede                 | Campeona                     |
| ------- | ---- | -------------------- | ---------------------------- |
| I       | 1950 | Madrid               | Gloria Velat                 |
| II      | 1951 | Valencia             | Sofía Ruiz                   |
| III     | 1953 | Barcelona            | María del Pilar Cifuentes    |
| IV      | 1955 | Valencia             | María del Pilar Cifuentes    |
| V       | 1957 | Madrid               | María Luisa Gutiérrez        |
| VI      | 1959 | Barcelona            | María Luisa Gutiérrez        |
| VII     | 1961 | Barcelona            | Pepita Ferrer Lucas          |
| VIII    | 1963 | Madrid               | Pepita Ferrer Lucas          |
| IX      | 1965 | Arenys de Mar        | María Luisa Gutiérrez        |
| X       | 1967 | Arenys de Mar        | María Luisa Gutiérrez        |
| XI      | 1969 | Santander            | Pepita Ferrer Lucas          |
| XII     | 1971 | Candás               | Pepita Ferrer Lucas          |
| XIII    | 1972 | Vigo                 | Pepita Ferrer Lucas          |
| XIV     | 1973 | Gijón                | Pepita Ferrer Lucas          |
| XV      | 1974 | Zaragoza             | Pepita Ferrer Lucas          |
| XVI     | 1975 | Sevilla              | Nieves García Vicente        |
| XVII    | 1976 | Alicante             | Pepita Ferrer Lucas          |
| XVIII   | 1977 | Zamora               | Nieves García Vicente        |
| XIX     | 1978 | Isla de La Toja      | Nieves García Vicente        |
| XX      | 1979 | Vich                 | Julia Gallego Eraso          |
| XXI     | 1980 | Reus                 | María del Pino García Padrón |
| XXII    | 1981 | Nerja                | Nieves García Vicente        |
| XXIII   | 1982 | Córdoba              | Nieves García Vicente        |
| XXIV    | 1983 | Lérida               | María del Pino García Padrón |
| XXV     | 1984 | La Roda              | Nieves García Vicente        |
| XXVI    | 1985 | Logroño              | María Luisa Cuevas Rodríguez |
| XXVII   | 1986 | Benidorm             | María Luisa Cuevas Rodríguez |
| XXVIII  | 1987 | Bilbao               | María Luisa Cuevas Rodríguez |
| XXIX    | 1988 | Coria del Río        | María Luisa Cuevas Rodríguez |
| XXX     | 1989 | Alicante             | María Luisa Cuevas Rodríguez |
| XXXI    | 1990 | Benasque             | Beatriz Alfonso Nogue        |
| XXXII   | 1991 | Llanes               | María Luisa Cuevas Rodríguez |
| XXXIII  | 1992 | San Fernando         | Nieves García Vicente        |
| XXXIV   | 1993 | Valencia             | Nieves García Vicente        |
| XXXV    | 1994 | San Feliu de Guíxols | María Luisa Cuevas Rodríguez |
| XXXVI   | 1995 | Vitoria              | Mónica Vilar López           |
| XXXVII  | 1996 | Vitoria              | Nieves García Vicente        |
| XXXVIII | 1997 | Ampuriabrava         | Mónica Calzetta Ruiz         |
| XXXIX   | 1998 | Vera                 | Nieves García Vicente        |
| XL      | 1999 | Vera                 | Silvia Timón Piote           |
| XLI     | 2000 | La Roda              | Mónica Calzetta Ruiz         |
| XLII    | 2001 | Vera                 | Yudania Hernández Estévez    |
| XLIII   | 2002 | Ayamonte             | Mónica Calzetta Ruiz         |
| ILIV    | 2003 | Burgos               | Nieves García Vicente        |
| XLV     | 2004 | Sevilla              | Mónica Calzetta Ruiz         |
| XLVI    | 2005 | Lorca                | Mónica Calzetta Ruiz         |
| XLVII   | 2006 | Salou                | Patricia Llaneza Vega        |
| XLVIII  | 2007 | Socuéllamos          | Mónica Calzetta Ruiz         |
| XLIX    | 2008 | Novelé               | Sabrina Vega Gutiérrez       |
| L       | 2009 | Almansa              | Mónica Calzetta Ruiz         |
| LI      | 2010 | Cortegana            | Lucía Pascual Palomo         |
| LII     | 2011 | Padrón               | Yudania Hernández Estévez    |
| LIII    | 2012 | Salobreña            | Sabrina Vega Gutiérrez       |
| LIV     | 2013 | Linares              | Olga Alexandrova             |
| LV      | 2014 | Linares              | Olga Alexandrova             |
| LVI     | 2015 | Linares              | Sabrina Vega Gutiérrez       |
| LVII    | 2016 | Linares              | Ana Matnadze                 |
| LVIII   | 2017 | Linares              | Sabrina Vega Gutiérrez       |
| LIX     | 2018 | Linares              | Sabrina Vega Gutiérrez       |
| LX      | 2019 | Marbella             | Sabrina Vega Gutiérrez       |
| LXI     | 2020 | Linares              | Sabrina Vega Gutiérrez       |
| LXII    | 2021 | Linares              | Sabrina Vega Gutiérrez       |

## Tabla del Campeonato de España individual abierto[6]
| Edición | Año  | Sede                         | Campeón                                            |
| ------- | ---- | ---------------------------- | -------------------------------------------------- |
| I       | 2001 | Manacor                      | José Luis Fernández García                         |
| II      | 2002 | Isla Canela                  | Mario Gómez Esteban                                |
| III     | 2003 | Burgos                       | Manuel Pérez Candelario                            |
| IV      | 2004 | Sevilla                      | Jesús Barón Rodríguez                              |
| V       | 2005 | Lorca                        | Manuel Rivas Pastor                                |
| VI      | 2006 | León                         | Javier Moreno Ruiz                                 |
| VII     | 2007 | Almería - Mondariz-Balneario | Miguel Llanes Hurtado - Josep Oms Pallise          |
| VIII    | 2008 | Mérida - Logroño             | Juan Manuel Carrasco Martínez - David Lariño Nieto |

## Licencias de ajedrez por comunidades autónomas
| Posición | Comunidad autónoma     | Clubs | Licencias 2019 | Población en 2019 (hab.) | Ratio (hab. por licencia) | Grandes Maestros (activos) |
| -------- | ---------------------- | ----- | -------------- | ------------------------ | ------------------------- | -------------------------- |
| 1        | Cataluña               | 205   | 7 100          | 7 675 217                | 1 : 1 081,02              | 16                         |
| 2        | Galicia                | 93    | 4 451          | 2 699 499                | 1 : 606,49                | 3                          |
| 3        | Comunidad de Madrid    | 81    | 3 097          | 6 663 394                | 1 : 2 151,56              | 3                          |
| 4        | Andalucía              | 125   | 2 920          | 8 414 240                | 1 : 2 881,59              | 6                          |
| 5        | Comunidad Valenciana   | 85    | 2 257          | 5 003 769                | 1 : 2 217,00              | 2                          |
| 6        | Canarias               | 57    | 1 638          | 2 153 389                | 1 : 1 314,65              | 4                          |
| 7        | País Vasco             | 64    | 1 417          | 2 207 776                | 1 : 1 558,06              | 5                          |
| 8        | Aragón                 | 49    | 1 304          | 1 319 291                | 1 : 1 011,73              | 1                          |
| 9        | Castilla-La Mancha     | 32    | 824            | 2 032 863                | 1 : 2 467,07              | 1                          |
| 10       | Islas Baleares         | 34    | 794            | 1 149 460                | 1 : 1 447,68              | 1                          |
| 11       | Región de Murcia       | 23    | 763            | 1 477 946                | 1 : 1 957,93              | 1                          |
| 12       | Principado de Asturias | 23    | 712            | 1 022 800                | 1 : 1 436,52              | 0                          |
| 13       | Castilla y León        | 37    | 667            | 2 399 548                | 1 : 3 597,52              | 0                          |
| 14       | Extremadura            | 28    | 546            | 1 067 710                | 1 : 1 955,51              | 3                          |
| 15       | Cantabria              | 27    | 496            | 581 078                  | 1 : 1 171,53              | 1                          |
| 16       | Navarra                | 16    | 439            | 654 214                  | 1 : 1 490,24              | 1                          |
| 17       | La Rioja               | 12    | 319            | 316 798                  | 1 : 993,10                | 0                          |
| 18       | Melilla                | 1     | 71             | 86 487                   | 1 : 1 218,13              | 0                          |
| 19       | Ceuta                  | 1     | 11             | 84 777                   | 1 : 7 707,00              | 0                          |
|          | TOTAL                  | 993   | 29.826         | 47.026.208               | 1 : 1 576,685             | 48                         |

- A través de la FEDA hay 39.632 jugadores registrados en la FIDE en 2016. La segunda federación con más jugadores, solo superada por Rusia.